# Piggkörvlar
Piggkörvlar (Caucalis) är ett släkte i familjen flockblommiga växter.

## Arter
Catalogue of Life och Plants of the World Online anger båda endast en giltig art, piggkörvel (C. platycarpos). Släktet beskrevs först av Carl von Linné i Species plantarum 1753 och i den tidiga systematiken fördes ytterligare några andra arter till släktet, men de flyttades senare till andra släkten.
- Caucalis platycarpos - piggkörvel